# 旭・小島古墳群
旭・小島古墳群（あさひ・おじまこふんぐん）は、埼玉県本庄市と上里町にまたがる古墳群。神保原・七本木・下野堂・小島地区の東西約2キロメートル、南北約1.3キロメートルの範囲に万年寺・小島・蛭子塚・近八幡・三田の5支群に分かれて分布している。1974年（昭和49年）つつじヶ丘地区の開発に伴い多数の古墳が発掘調査された。

## 主な古墳

### 浅間山古墳
直径27（復元32）メートル、高さ5メートルの円墳。1923年（大正12年）に墳丘の一部が崩壊して石室と遺物（金環・直刀など）が発見されている。1962年（昭和37年）上里町指定史跡に指定された。1987年（昭和62年）に保存整備のため上里町教育委員会によって主体部の調査が行われた。角閃石安山岩を用いた胴張のある両袖形横穴式石室から大刀4、鉾1、鉄鏃、須恵器平瓶1、銅椀1が発掘された。埴輪が出土していないことと銅椀が出土したことから、7世紀中頃の築造とみられる。

### 前の山古墳（小島3号墳）

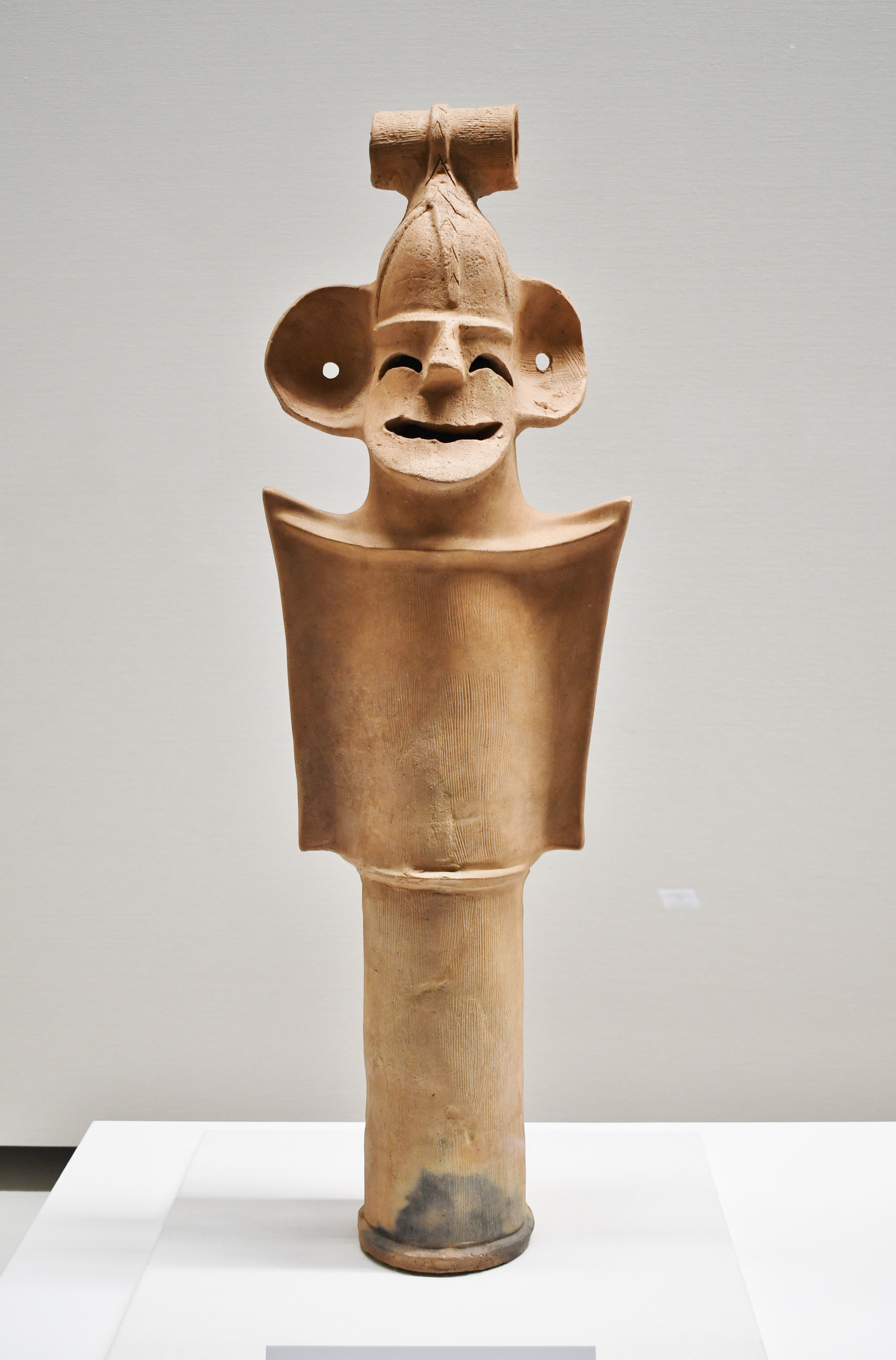
前の山古墳 埴輪 盾持人本庄市教育委員会蔵、九州国立博物館特別展示時に撮影。

直径22メートル、高さ3.7メートルの円墳。1976年（昭和51年）12月27日付けで本庄市指定史跡に指定された。墳丘東側と西側が大きく削り取られ、石室も江戸時代に破壊された。石室前庭部からは盾持人埴輪3体が出土した。この埴輪は全国でも例のない笑う人物埴輪で、大耳しゃくれあごでさらに歯が表現されている。本庄市指定文化財。本庄市のマスコットキャラクター・はにぽんはこの埴輪をモデルにして生まれた。

### 御手長山古墳
直径42メートル、高さ6.6メートルの円墳で、幅14メートルの周溝が巡る。1965年（昭和40年）に墳丘西側が破壊されたが、その際に出土した人物埴輪は1966年（昭和41年）2月17日付けで市指定有形文化財に指定された。主体部は角閃石安山岩を用いた弱い胴張りのある横穴式石室である。副葬品は、耳環8、ガラス製丸玉27、ガラス製小玉243、大刀1、鐔1、鉄製圭頭大刀柄頭片1、銀製弓はず1、鉄鏃86、刀装具、鎺、挂甲小札10、鉸具1、鞍金具1、飾金具5出土。6世紀末の築造。

### 小島八幡山古墳
一辺約40メートル、高さ約4メートルの隅丸方形墳で、いびつな周溝が巡る。かつて墳頂に箱式石棺が露出していたが、現在は埋め戻されている。またこれとは別に木棺直葬の存在が確認されている。遺物は、箱式石棺内部から出土した鉄剣二振のみである。5世紀前半の築造。1976年（昭和51年）市指定史跡に指定された。

### 小島蚕影山古墳（小島4号墳）
直径19メートル、高さ3.3メートルの円墳。主体部は横穴式石室が想定されている。1976年（昭和51年）市指定史跡に指定された。

### 小島山の神古墳（小島5号墳）
直径41メートル、高さ5.2メートルの円墳。1976年（昭和51年）市指定史跡に指定された。1999年（平成11年）に周溝が調査され、土師器甕2、円筒埴輪、形象埴輪（農夫など）が発掘されている。

### 万年寺つつじ山古墳
一辺25メートル、高さ1.7メートルの方墳で、幅5メートル前後の周溝が巡る。すぐ南側に八幡山古墳が隣接し、周溝が重複している。主体部は失われているが、滑石製模造品（直刃状鎌1、短冊状斧2、袋状斧3、刀子6、管玉1、臼玉1）が出土している。5世紀前半の築造。市指定史跡。